# Balraj Virdi
Balraj Virdi (ur. 10 stycznia 1986) – kanadyjski zapaśnik walczący w stylu wolnym. Wicemistrz mistrzostw Wspólnoty Narodów w 2009 roku.